# Сонхоцин
Сонхоцин (пол. Sąchocin) — село в Польщі, у гміні Добре Мінського повіту Мазовецького воєводства.
Населення — 42 особи (2011).
У 1975-1998 роках село належало до Седлецького воєводства.

## Демографія
Демографічна структура станом на 31 березня 2011 року:
|          | Загалом | Допрацездатний вік | Працездатний вік | Постпрацездатний вік |
| -------- | ------- | ------------------ | ---------------- | -------------------- |
| Чоловіки | 23      | 5                  | 16               | 2                    |
| Жінки    | 19      | 2                  | 10               | 7                    |
| Разом    | 42      | 7                  | 26               | 9                    |